# Krotějov (Tučapy)
Krotějov (německy Krotiegow) je osada v okrese Tábor v Jihočeském kraji. Je rozdělena do dvou obcí – naprostá většina náleží obci Tučapy (k. ú. Dvorce u Tučap), avšak malá část na jihozápadě (čp. 49, 146, 151 a 162) náleží obci Zvěrotice. Nachází se asi 5 km severovýchodně od Soběslavi a asi 22 km jihovýchodně od Tábora.
Je zde registrováno 12 čísel popisných: 18, 25, 26, 27, 29, 30, 49, 66, 68, 146, 151 a 162. Prochází tudy II/135 a III/13529. Nachází se zde kříž a tři bezejmenné rybníky. Protéká jimi bezejmenný potok, který se vlévá do Černovického potoka.